# Luterbach
Luterbach (im lokalen Dialekt Lutrbach) ist eine politische Gemeinde im Bezirk Wasseramt des Kantons Solothurn in der Schweiz.

## Geographie

Luftbild (1970)

Luterbach liegt auf 431 m ü. M., 3,5 km östlich des Kantonshauptorts Solothurn (Luftlinie). Das Dorf erstreckt sich auf der Schotterebene östlich der Emme, dem Jurasüdfuss vorgelagert, im Solothurner Mittelland.
Die Fläche des 4,5 km² grossen Gemeindegebiets umfasst einen Abschnitt der grundwasserreichen Schotterebene im inneren Wasseramt. Die Aare bildet die natürliche Gemeindegrenze im Norden, die Emme grenzt Luterbach im Bereich des so genannten Emmenspitz von Zuchwil in westlicher Richtung ab. Bei Hochwasser wurden früher oft weite Teile der Ebene von Luterbach überschwemmt, weswegen das ursprüngliche Dorf rund 1 km von den Flussläufen entfernt angelegt wurde. Nach Osten erstreckt sich der Gemeindeboden über die Ebene mit den kanalisierten Bachbetten des Dorfbachs und des Rüttibachs bis in den Dornwald und in den Affolterwald, die einen Waldgürtel in der Schwemmebene bilden. Die höchste Erhebung von Luterbach erreicht das Gemeindegebiet mit 436 m ü. M. am südlichen Rand. Von der Gemeindefläche entfielen 1997 32 % auf Siedlungen, 25 % auf Wald und Gehölze, 39 % auf Landwirtschaft und rund 4 % war unproduktives Land.
Zu Luterbach gehört die Siedlung Vorholz (431 m ü. M.) am Rüttibach am westlichen Rand des Waldgürtels. Nachbargemeinden von Luterbach sind Deitingen, Derendingen, Zuchwil und Riedholz.

## Geschichte
Die erste urkundliche Erwähnung des Ortes erfolgte 1052 unter dem Namen lutere Bach; von 1287 ist der heutige Name überliefert. Der Ortsname geht auf einen Gewässernamen zurück und bedeutet klarer oder heller Bach.
Seit dem Mittelalter unterstand Luterbach dem St. Ursenstift in Solothurn. Im Jahr 1356 kam es unter die direkte Verwaltung der Stadt Solothurn. Ab 1466 gehörte es zur Vogtei Kriegstetten und war dem Gerichtsort Zuchwil zugeteilt. Die hohe Gerichtsbarkeit oblag zunächst den Grafen von Kyburg und Buchegg, fiel 1406 an Bern und erst 1516 ebenfalls an Solothurn. Nach dem Zusammenbruch des Ancien Régime im Jahr 1798 gehörte Luterbach während der Helvetik zum Distrikt Biberist und ab 1803 zum Bezirk Kriegstetten, der 1988 offiziell in Bezirk Wasseramt umbenannt wurde.
Von 1900 bis 1968 bestand an der Aare das Wasserkraftwerk Luterbach. An der Emme bestand früher eine Hammerschmiede. Im Jahr 1872 wurde an der Grenze zu Derendingen die Kammgarnspinnerei Schoeller & Lang gegründet, die bald durch eine Kammgarnweberei ergänzt wurde. Die Nähe dieser Fabrik führte in Luterbach zu einem markanten Bevölkerungswachstum von 396 Einwohnern (1870) auf 1050 Einwohner (1900).

## Bevölkerung
Mit 3640 Einwohnern (Stand 31. Dezember 2023) gehört Luterbach zu den mittelgrossen Gemeinden des Kantons Solothurn. Von den Bewohnern sind 90,6 % deutschsprachig, 2,9 % italienischsprachig und 1,9 % sprechen Serbokroatisch (Stand 2000). Die Bevölkerungszahl von Luterbach belief sich 1850 auf 447 Einwohner, 1900 auf 1050 Einwohner. Im Verlauf des 20. Jahrhunderts stieg die Bevölkerungszahl kontinuierlich weiter an.

## Politik

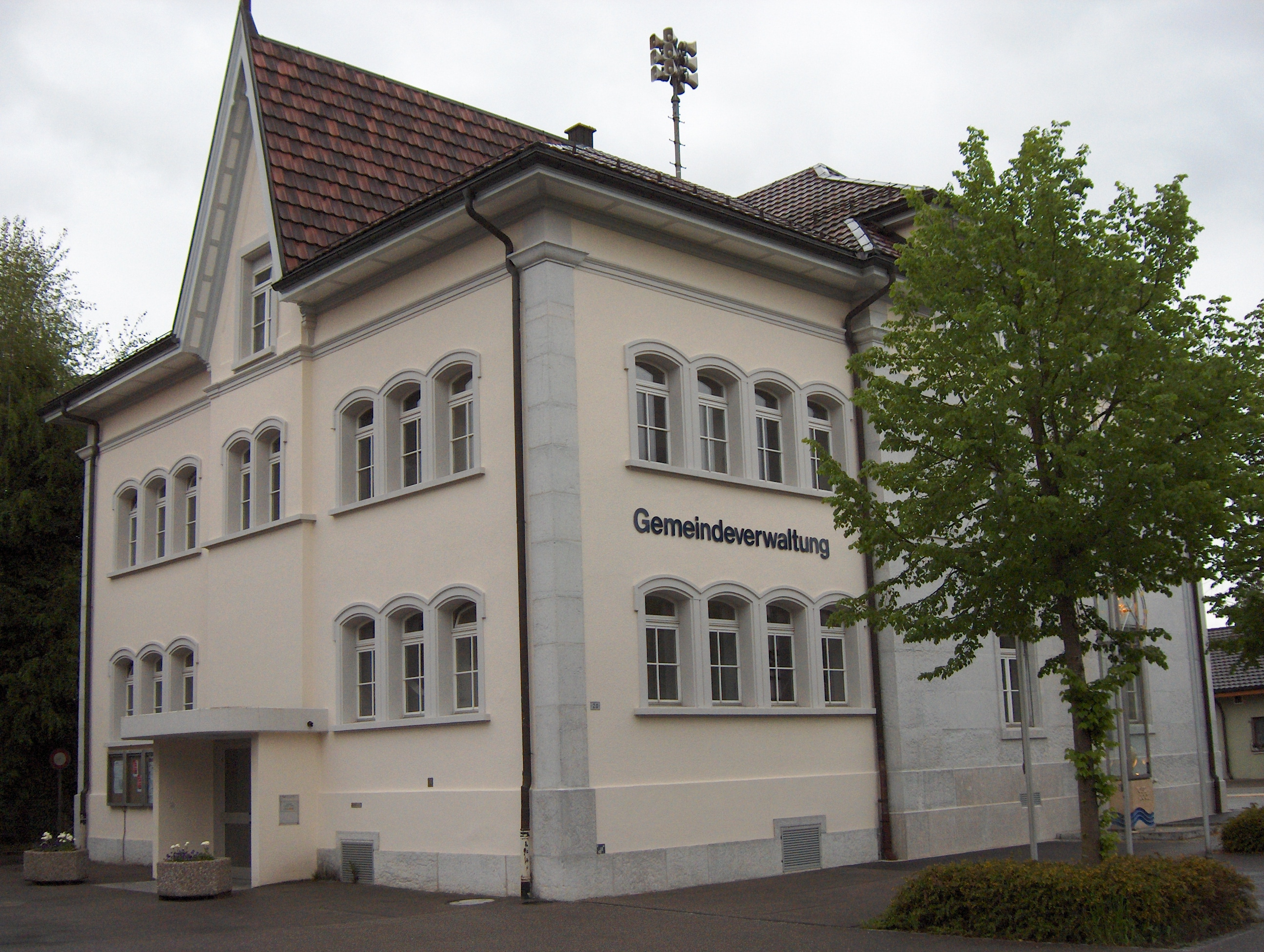
Gemeindeverwaltung von Luterbach

Die Anzahl Sitze im Gemeinderat von Luterbach wurde über die letzten Jahrzehnte schrittweise reduziert. So gab es im Jahr 1997 noch 16, 2001 elf und 2009 nur noch 9 Sitze zu vergeben. 2017 wurde der Gemeinderat auf 19 Sitze erweitert, um die politische Partizipation zu steigern. Davon gehören neun Mitglieder der Gemeinderatskommission an, das öfter tagt als der Gemeinderat, und führen jeweils ein eigenes Ressort.
Die 1997 gegründete Partei Freie Liste Luterbach konnte bereits in ihrer ersten Amtsperiode 1997–2001 drei Sitze im Gemeinderat für sich gewinnen. Zwei Amtsperioden später (2005–2009) gelang es ihr mit 4 Sitzen zur stärksten Partei von Luterbach aufzusteigen, während gleichzeitig ihr Parteigründer Hugo Schumacher zum Gemeindepräsident gewählt wurde. Nachdem die Partei in der folgenden Amtsperiode 2009–2013 bereits die Hälfte ihrer Sitze verlor, sowie Hugo Schumacher sich entschloss zur SVP zu wechseln und sich kein Nachfolger finden lassen konnte, wurde 2012 die Auflösung der Partei bekannt gegeben.
Da es für die Amtsperiode 2013 bis 2017 nicht mehr Kandidaten als Sitze gab, kam es zu einer stillen Wahl. 2017 einigten sich die Parteien auf eine erneute stille Wahl, um trotz der Neuorganisation des Gemeinderats und der Auflösung der SP Stabilität zu gewährleisten. 2018 wurde die SP Luterbach wieder neugegründet. 2021 fanden erneut stille Wahlen statt.
| Partei                                                       | 2017–2021 | 2013–2017 | 2009–2013 | 2005–2009 | Sitzverteilung 2017                                          |
| ------------------------------------------------------------ | --------- | --------- | --------- | --------- | ------------------------------------------------------------ |
| Christlichdemokratische Volkspartei                          | 9         | 4         |           | 2         | Insgesamt 19 Sitze - parteilos: 1 - CVP: 9 - FDP: 3 - SVP: 6 |
| Sozialdemokratische Partei                                   | –         | 2         |           | 3         | Insgesamt 19 Sitze - parteilos: 1 - CVP: 9 - FDP: 3 - SVP: 6 |
| FDP.Die Liberalen (bis 2009 Freisinnig-Demokratische Partei) | 3         | 1         |           | 2         | Insgesamt 19 Sitze - parteilos: 1 - CVP: 9 - FDP: 3 - SVP: 6 |
| Schweizerische Volkspartei                                   | 6         | 1         |           | –         | Insgesamt 19 Sitze - parteilos: 1 - CVP: 9 - FDP: 3 - SVP: 6 |
| Bürgerlich-Demokratische Partei                              | –         | 1         |           | –         | Insgesamt 19 Sitze - parteilos: 1 - CVP: 9 - FDP: 3 - SVP: 6 |
| Freie Liste Luterbach                                        | –         | –         |           | 4         | Insgesamt 19 Sitze - parteilos: 1 - CVP: 9 - FDP: 3 - SVP: 6 |
| parteilos                                                    | 1         | –         |           | –         | Insgesamt 19 Sitze - parteilos: 1 - CVP: 9 - FDP: 3 - SVP: 6 |

## Wirtschaft
Luterbach war bis zum Beginn des 20. Jahrhunderts ein vorwiegend durch die Landwirtschaft geprägtes Dorf. Die Wasserkraft des Dorfbachs wurde früher für den Betrieb einer Mühle genutzt. Heute haben der Ackerbau und der Obstbau sowie die Viehzucht nur noch einen marginalen Stellenwert in der Erwerbsstruktur der Bevölkerung.
Zahlreiche weitere Arbeitsplätze sind im lokalen Kleingewerbe und im Dienstleistungssektor vorhanden. Seit den 1960er Jahren haben sich dank der guten Verkehrslage verschiedene Unternehmen in Luterbach niedergelassen. Gewerbe- und Industriezonen befinden sich in Bahnhofnähe nördlich des Dorfes. Heute sind in der Gemeinde Betriebe der Elektro- und der Elektronikbranche (Schaffner Holding), des Bau- und Transportgewerbes, der Informationstechnologie, des Gartenbaus, der Präzisionsmechanik, eine Sägerei, sowie weitere mechanische Werkstätten vertreten.
Prägend für das Dorf war zudem jahrzehntelang die Cellulosefabrik Attisholz zu beiden Seiten der Aare (mit Sitz in Riedholz am nördlichen Aareufer). Zur Fabrik gehörte ein grosses Holzlager in Luterbach zwischen dem Bahnhof und der Aare. Die letzte Besitzerin des Unternehmens, der norwegische Konzern Borregaard, hat die Fabrik mit zuletzt 440 Arbeitsplätzen im Januar 2009 geschlossen.
In den letzten Jahrzehnten hat sich das Dorf zu einer Wohngemeinde am Rand der Agglomeration Solothurn entwickelt. Viele Erwerbstätige sind Wegpendler, die hauptsächlich in der Region Solothurn arbeiten.

## Verkehr
Die Gemeinde ist verkehrsmässig gut erschlossen, obwohl das Dorf selbst abseits der grösseren Durchgangsstrassen an einer Verbindungsstrasse von Solothurn nach Deitingen liegt. In der Nähe liegen die Autobahnzubringer der Autobahn A1 bei Wangen an der Aare, Kriegstetten, und die Zufahrt Solothurn-Ost der Autobahn A5. Südöstlich des Dorfes befindet sich die Verzweigung Luterbach, in der die A5 (Biel-Solothurn) in die A1 mündet.
Luterbach hat einen Bahnhof (Luterbach-Attisholz) an der 1876 eröffneten Bahnstrecke Olten–Solothurn. Für den öffentlichen Regionalverkehr ist die Buslinie der BSU eingerichtet, welche die Strecke von Solothurn nach Luterbach mit vier Bushaltestellen auf dem Gemeindeboden bedient.
Durch Luterbach führt ein Abschnitt der nationalen Veloroute 5 (Mittelland-Route) des Fahrradverkehrs.

## Sehenswürdigkeiten

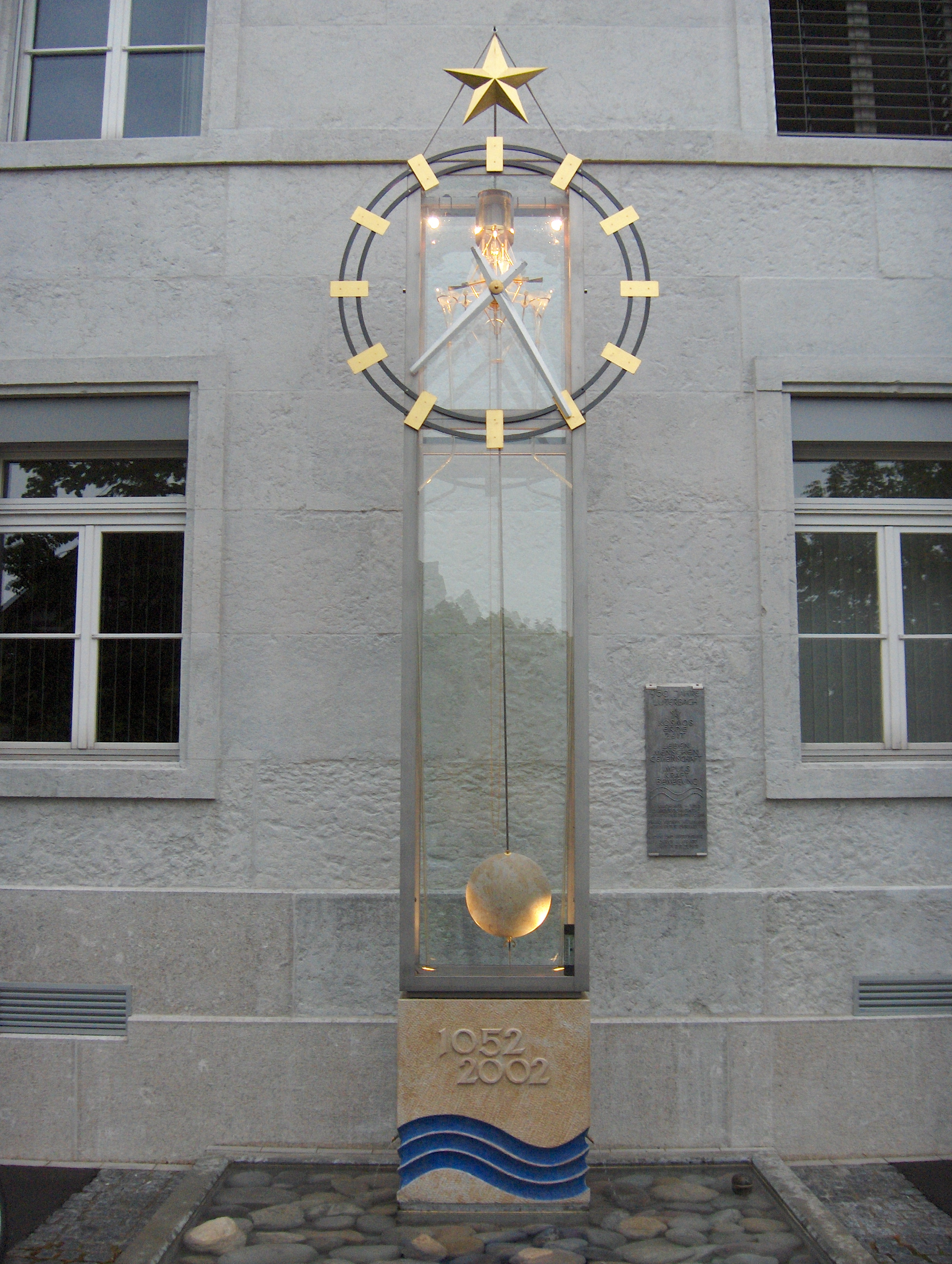
Wasseruhr

- Die katholische Kirche Sankt Joseph wurde 1786 erbaut und im Lauf des 20. Jahrhunderts mehrfach umgestaltet.
- Die reformierte Kirche stammt von 1966.
- Als ein Wahrzeichen des Dorfes gilt die Wasseruhr beim Gemeindehaus.
- Synthorama, ein Museum für elektronische Musikinstrumente (Synthesizer).
- Der Industrielehrpfad Emmekanal führt zu zahlreichen Industrieanlagen aus dem 19. und dem Beginn des 20. Jahrhunderts.[11]

## Wappen
Blasonierung
In Weiss blauer Wellenbalken, überhöht von blauem fünfstrahligem Stern

## Persönlichkeiten
- Ernst Flückiger (1889–1955), Sozialpolitiker und Gewerkschafter
- Hansjörg Flückiger (* 1938), Kunstmaler
- Jakob Hofstätter (1825–1871), Mediziner und Schriftsteller in Mundart
- Walter Kämpfer (1914–1998), Jurist, Bundesrichter
- Peter Ochsenbein (1940–2003), Stiftsbibliothekar in St. Gallen
- Rolf Ritschard (1944–2007), Politiker, Regierungsrat
- Willi Ritschard (1918–1983), Politiker, Bundesrat